# Triangle Odor Bag Method

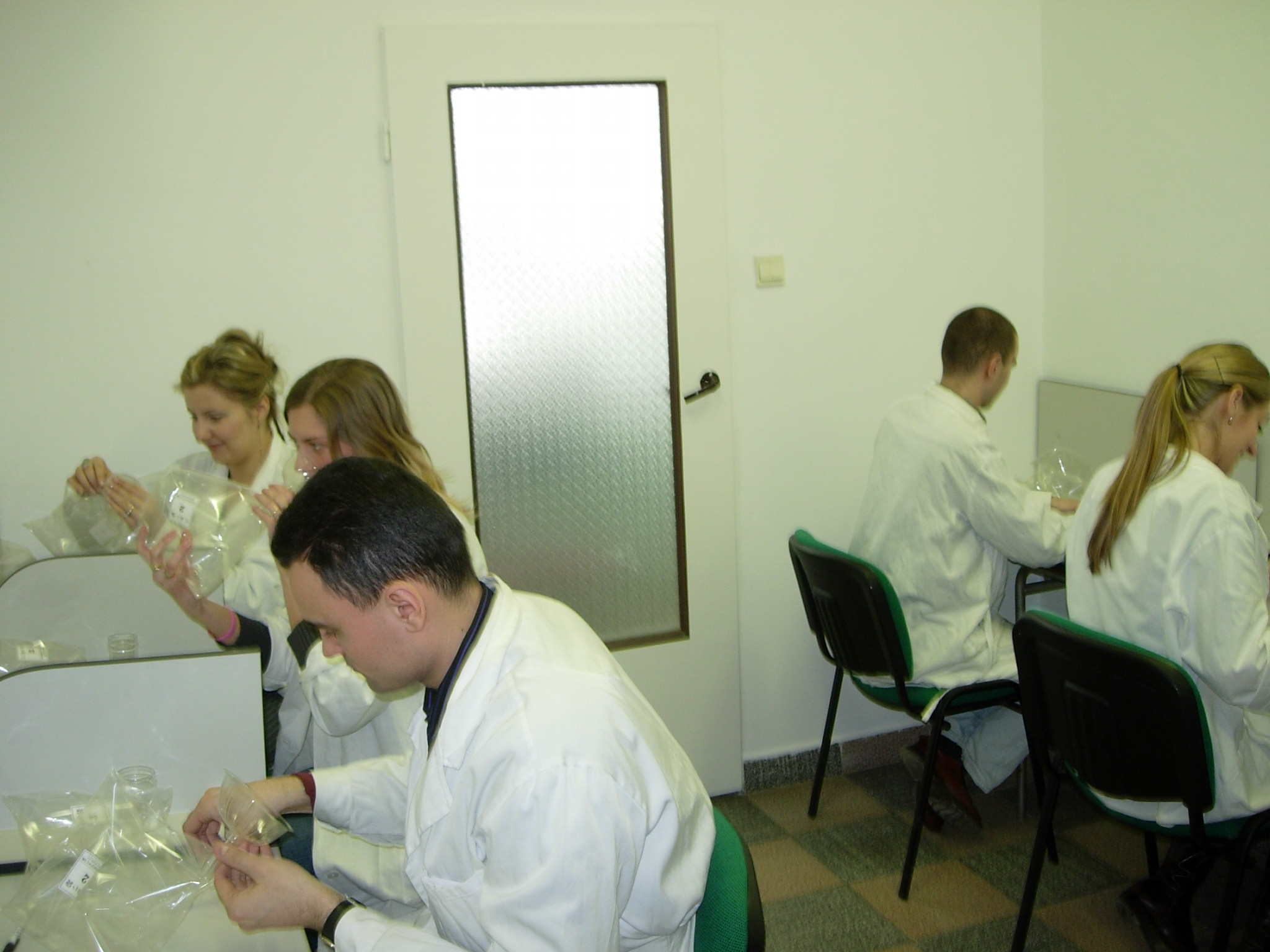
Zespołowa ocena jednego z „trójkątów”
(„trójkąt”: dwa worki z czystym powietrzem i jeden – z próbką badanego gazu, rozcieńczoną czystym powietrzem)

Triangle Odor Bag Method – technika olfaktometrycznych pomiarów stężenia zapachowego, polegająca na stosowaniu trójkątowych testów psychofizycznych. Zespołom oceniających zapach są prezentowane próbki, które są przygotowywane przez wprowadzanie porcji badanego gazu – odmierzonych szklanymi strzykawkami – do worków z bezwonnym powietrzem. W celu określenia, jakie rozcieńczenie badanej próbki prowadzi do osiągnięcia progu wyczuwalności zapachu (miara stężenia zapachowego), wykonuje się testy trójkątowe (pytanie: „Która z trzech próbek powietrza jest zanieczyszczona?”). Wynik pomiaru zespołowego wyraża się jako „indeks zapachowy” (dziesięciokrotna wartość logarytmu ze stężenia zapachowego).
Triangle Odor Bag Method opracował zespół z Tokyo Metropolitan Research Institute for Environmental Protection. Była po raz pierwszy opisana w publikacji naukowej w roku 1972, 
a jest metodą zalecaną w Japonii od roku 1997. 
Została opisana w wytycznych Japońskiego Ministerstwa Środowiska 
i wdrożona do praktyki ochrony środowiska. 
Jest alternatywą dla olfaktometrii dynamicznej, opisanej w normie europejskiej, ustanowionej przez CEN jako EN 13725:2003 i przez PKN jako PN–EN 13725:2007.

## Przebieg pomiarów
Ocenę sensoryczną (organoleptyczną) uznaje się za pomiar, jeżeli jest wykonywana zgodnie procedurą, określającą poszczególne etapy postępowania, co zapewnia dokładność i powtarzalność uzyskiwanych wyników. W przypadku olfaktometrycznych badań stężenia zanieczyszczeń w próbkach powietrza zawierającego odoranty (określone związki chemiczne lub mieszaniny związków nie zidentyfikowanych) określa się procedury:
- tworzenia zespołów olfaktometrycznych (określenie metod sprawdzania wrażliwości węchu i kryteriów sprawności sensorycznej, określenie minimalnej liczebności zespołu)
- pobierania próbek oraz ich transportu do laboratorium
- rozcieńczania próbek czystym powietrzem i ich prezentacji zespołowi
- opracowania wyników pomiaru

| Etap procedury pomiarów | Cechy                                          | Triangle Odor Bag Method                        | PN-EN 13725                                                      |
| Tworzenie zespołu       | odoranty wzorcowe                              | pięć związków o różnym zapachu                  | n-butanol                                                        |
| Tworzenie zespołu       | sposób prezentacji odorantów wzorcowych        | roztwory parafinowe na bibułkach perfumiarskich | strumienie powietrza o różnej zawartości n-butanolu              |
| Tworzenie zespołu       | rodzaj testu psychofizycznego                  | dwa z pięciu                                    | różne rodzaje testów (zależnie od typu olfaktometru)             |
| Tworzenie zespołu       | rodzaj kryterium selekcji                      | brak błędnych odpowiedzi                        | zakres progu wyczuwalności dla średniej i odchylenie standardowe |
| Tworzenie zespołu       | minimalna liczebność zespołu                   | 6                                               | 4                                                                |
| Pobieranie próbek       | elastyczne pojemniki z folii                   | +                                               | +                                                                |
| Pobieranie próbek       | metoda płuca                                   | +                                               | +                                                                |
| Pobieranie próbek       | metoda bezpośredniego pompowania               | warunkowo +                                     | warunkowo +                                                      |
| Pomiar                  | sposób rozcieńczania próbki czystym powietrzem | rozcieńczenie statyczne w workach               | rozcieńczenia dynamiczne w olfaktometrze                         |
| Pomiar                  | dolna granica zakresu pomiarowego              | < 2 ou/m³                                       | kilkadziesiąt ou/m³                                              |
| Pomiar                  | rodzaj testu psychofizycznego                  | test trójkątowy                                 | różne rodzaje testów (zależnie od typu olfaktometru)             |

Poniżej przedstawiono dodatkowe informacje, dotyczące metodyki japońskiej.

### Selekcja do zespołów oceniających

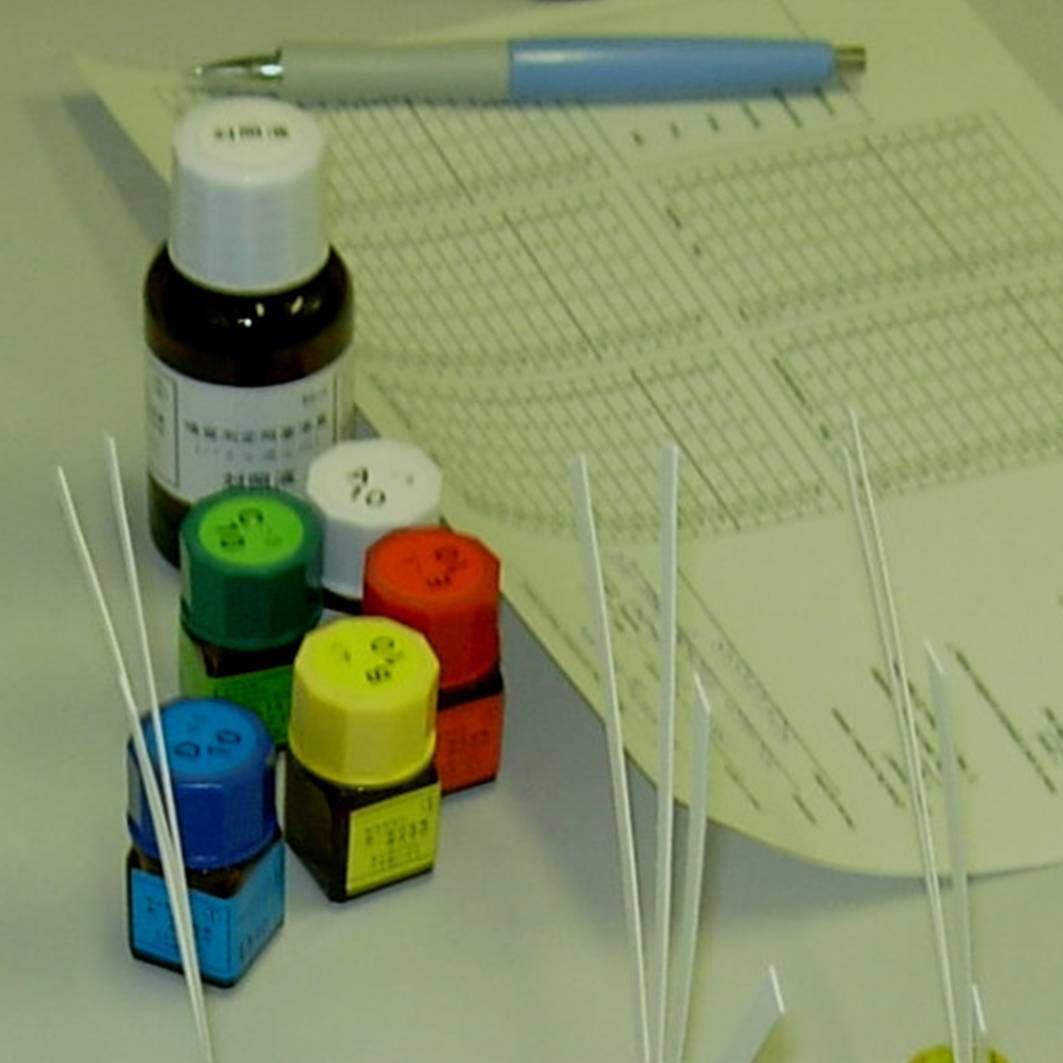
Zestaw wzorców do badań sprawności węchu oceniających

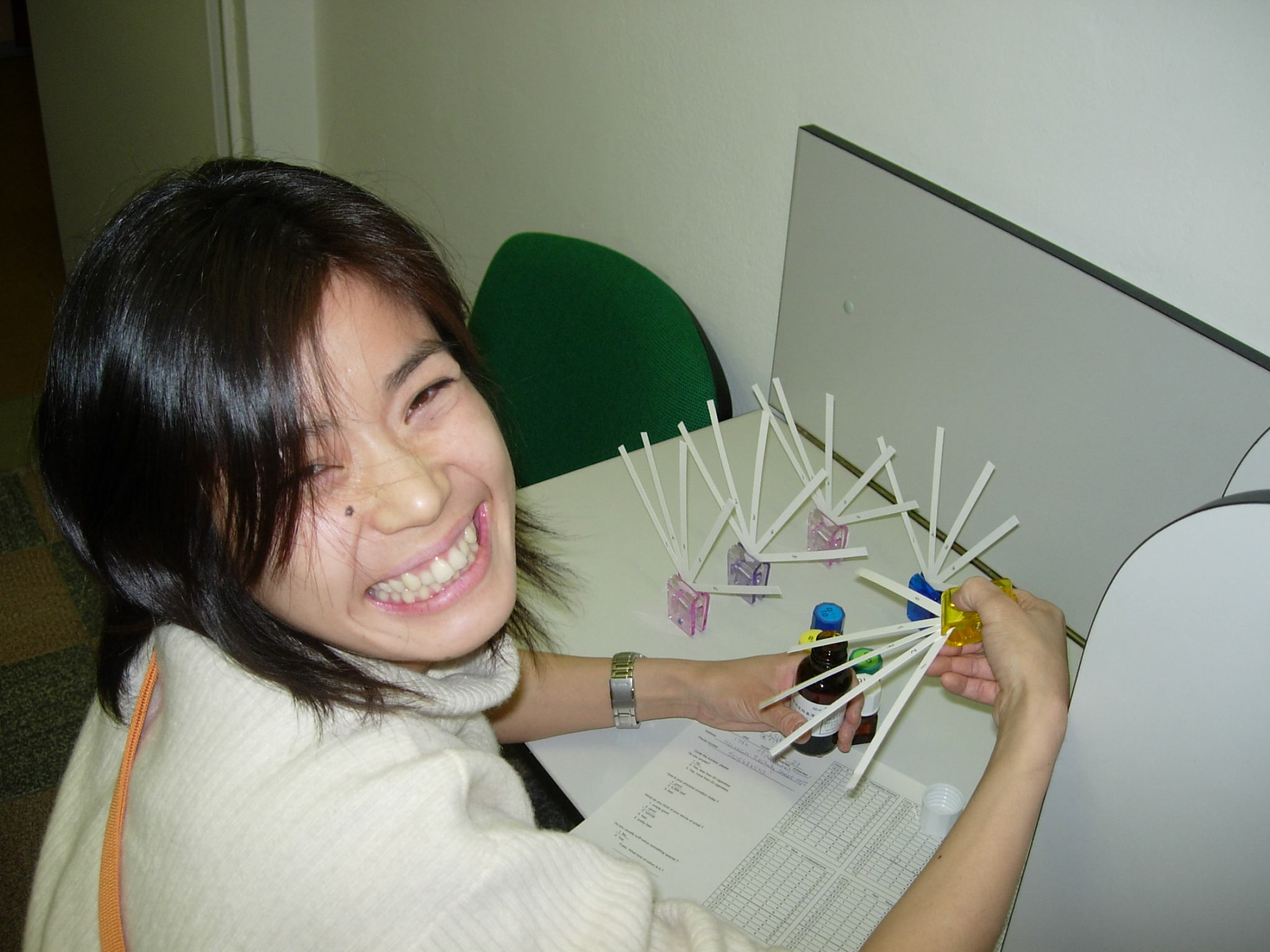
Przygotowanie zestawu bibułek do jednego testu „dwa z pięciu”

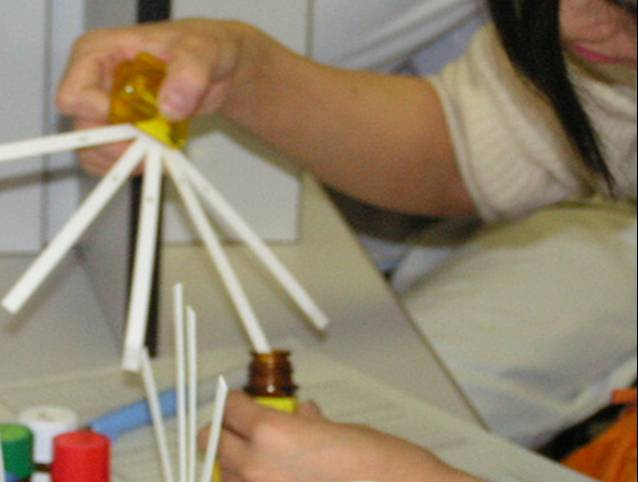
Przygotowanie zestawu bibułek do jednego testu „dwa z pięciu”

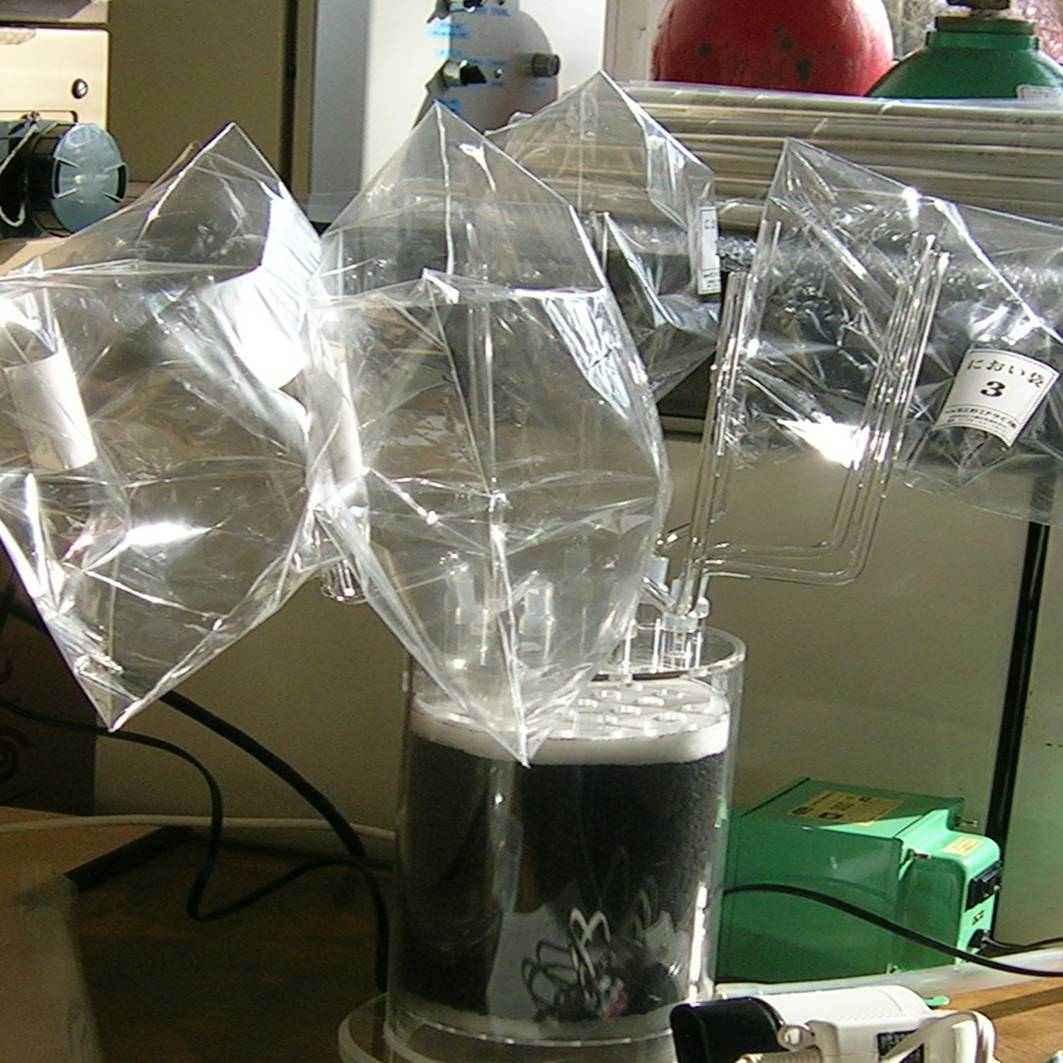
Przygotowanie ”trójkątów”:
Napełnianie worków czystym powietrzem

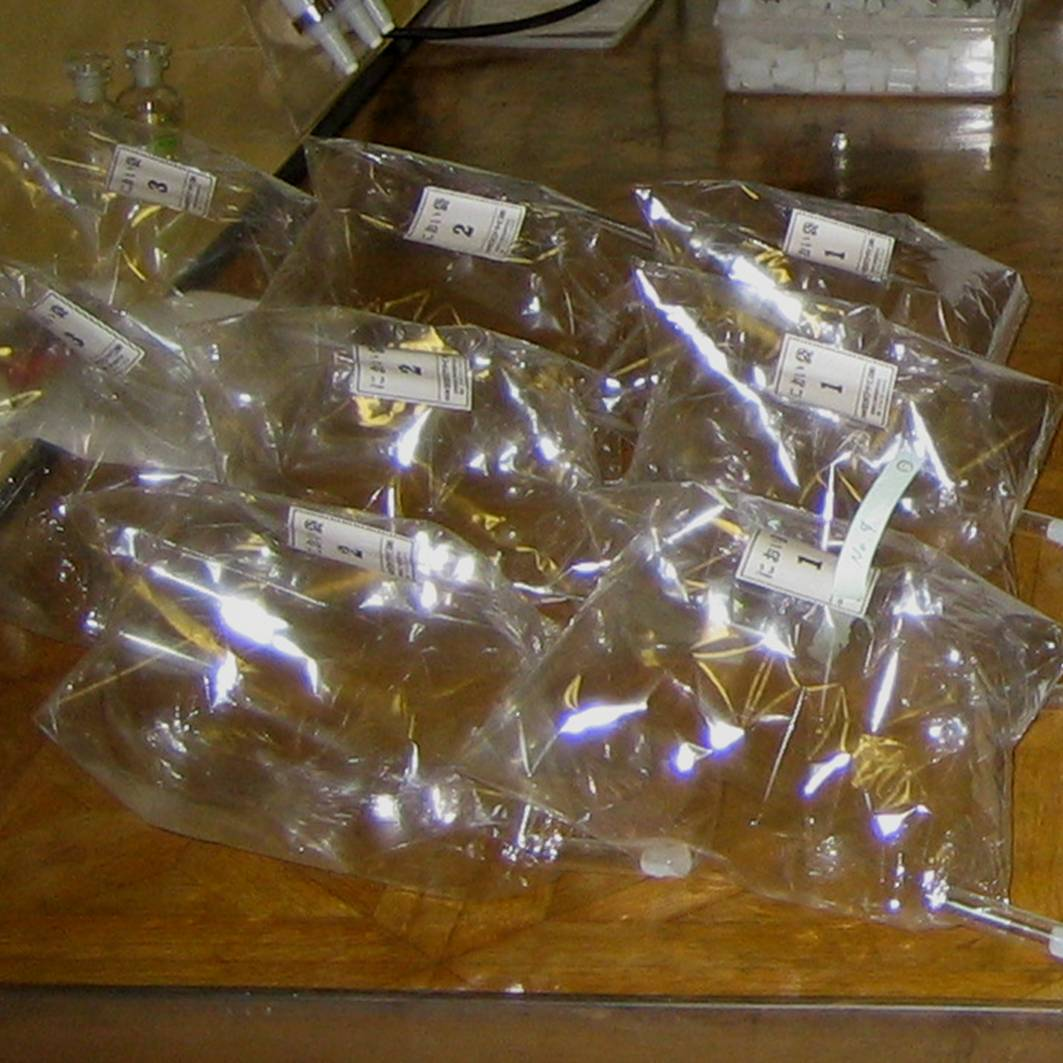
Przygotowanie ”trójkątów”:
Komplet worków do jednej prezentacji trzem osobom (połowa zespołu)

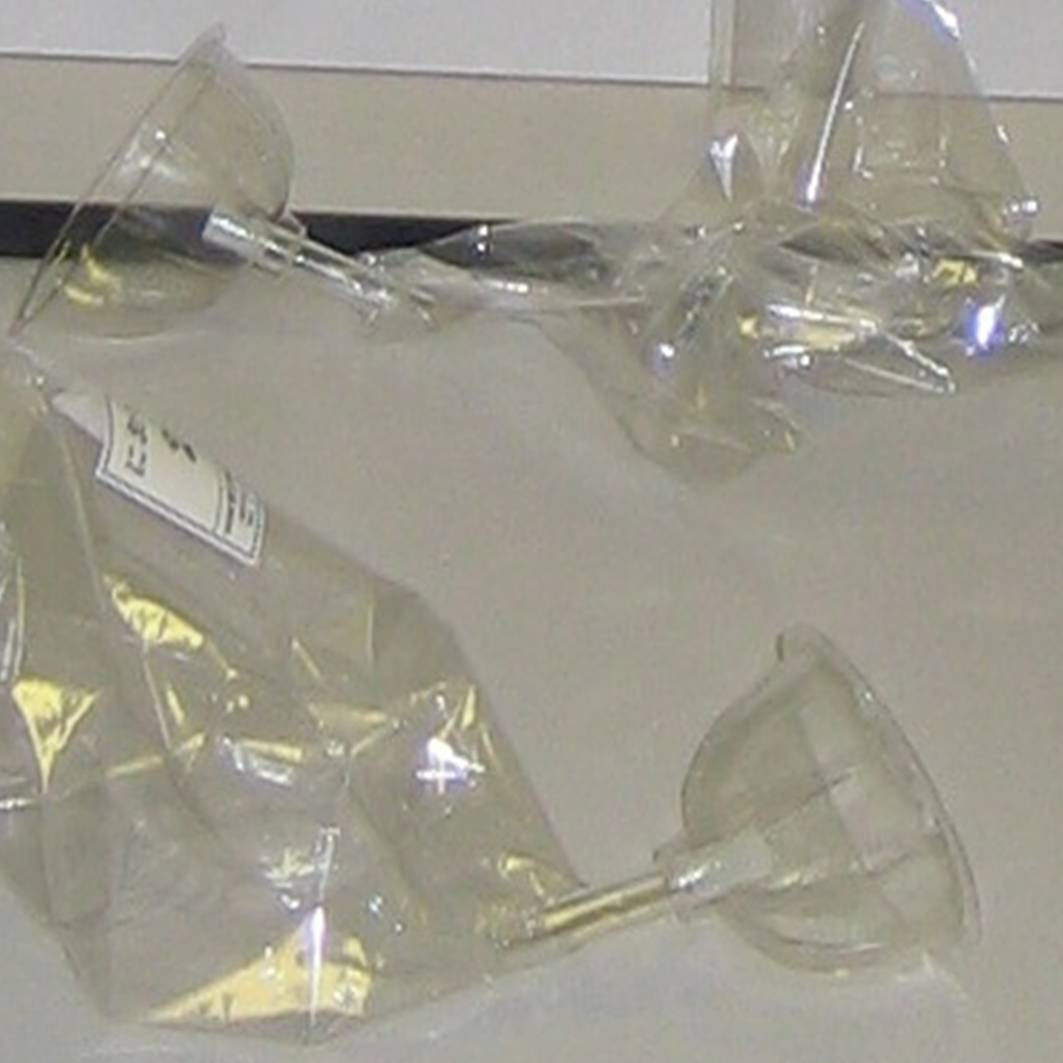
Stanowisko oceniającego w czasie jednego testu trójkątowego

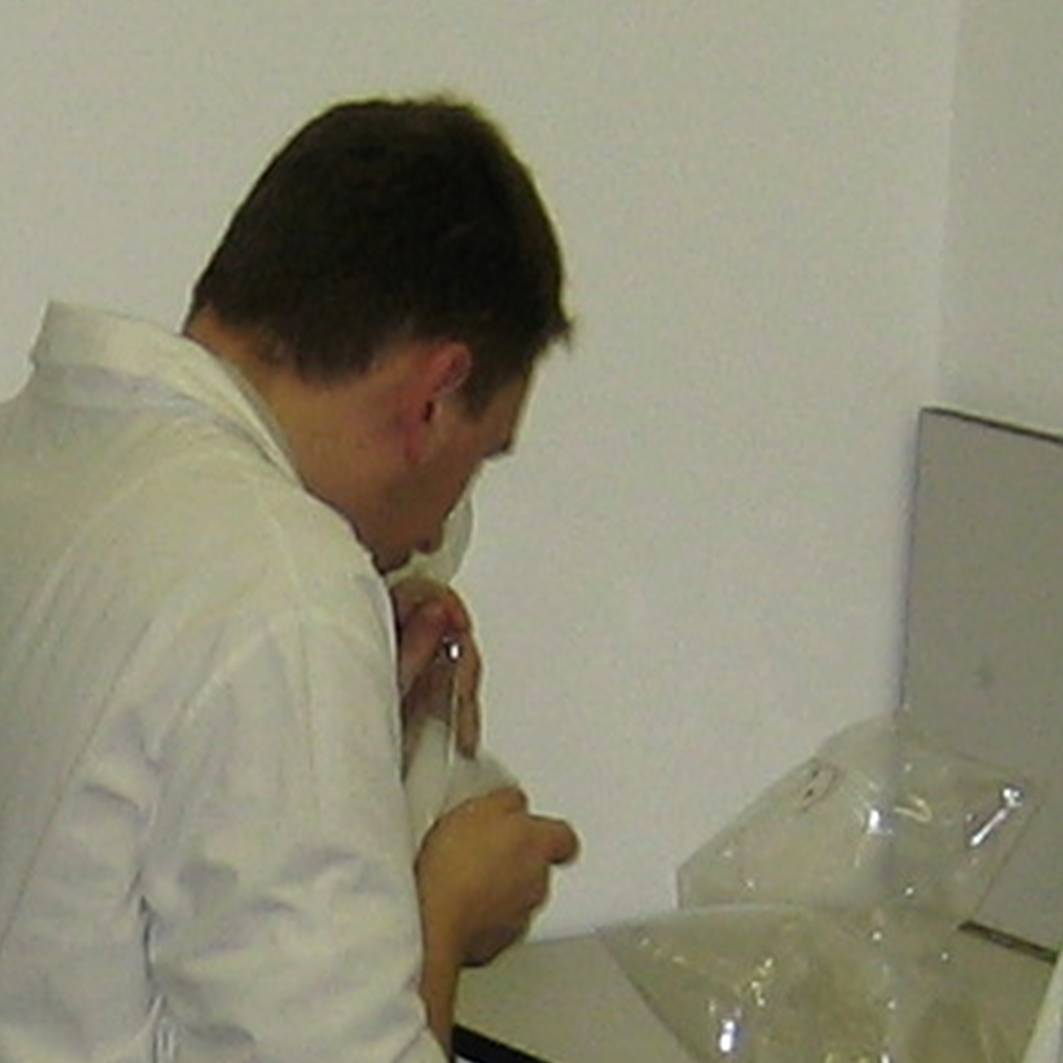
Indywidualny wybór jednej pachnącej próbki spośród trzech

Badania wrażliwości węchu oceniających są wykonywane z użyciem pięciu związków chemicznych o różnym zapachu – od zapachu kwiatowego do zapachu fekaliów. Wzorce są parafinowymi roztworami wytypowanych substancji. Stężenia tych roztworów dobrano na podstawie badań dużej próby populacji. 
Dla wszystkich pięciu związków wyznaczono średnie wartości progu wyczuwalności i odchylenie standardowe.
| lp.          | Płeć         | Wiek (lat)   | –log cw/w (średnia indyw.) | Odchylenie standardowe (indywid.) |
| 1            | K            | 20           | 6,80                       | 0,55                              |
| 2            | M            | 21           | 6,87                       | 0,41                              |
| 3            | M            | 20           | 6,47                       | 0,47                              |
| 4            | M            | 23           | 6,90                       | 0,40                              |
| 5            | M            | 21           | 6,55                       | 0,38                              |
| 6            | K            | 26           | 6,65                       | 0,30                              |
| 7            | K            | 25           | 6,95                       | 0,36                              |
| 8            | M            | 31           | 6,65                       | 0,46                              |
| 9            | M            | 32           | 6,50                       | 0,45                              |
| 10           | K            | 25           | 6,93                       | 0,55                              |
| 11           | K            | 22           | 6,58                       | 0,27                              |
| 12           | K            | 22           | 6,48                       | 0,46                              |
| 13           | K            | 22           | 6,18                       | 0,33                              |
| średnia:     | średnia:     | średnia:     | 6,65                       | 0,41                              |
| SD średniej: | SD średniej: | SD średniej: | 0,23                       |                                   |

Ustalono, że roztwory wzorcowe będą miały stężenia o 1,5 odchylenia standardowego większe od średnich wartości progu.
W czasie badań wrażliwości jest stosowany test „dwa z pięciu”. Osoba badana otrzymuje pięć ponumerowanych bibułek perfumiarskich, z których dwie są zanurzone w jednym z roztworów wzorcowych, a trzy – w czystej parafinie. Zadanie polega na powąchaniu wszystkich pasków i wskazaniu tych, które pachną. Test jest powtarzany z użyciem wszystkich roztworów. Warunkiem zakwalifikowania się do zespołu jest brak błędnych wskazań,
| Związek                 | Zapach                | Stężenie w/w |
| alkohol β-fenyloetylowy | róże                  | 10-4,0       |
| metylocyklopentenolon   | spalenizna            | 10-4,5       |
| kwas izowalerianowy     | brudne skarpetki      | 10-5,0       |
| γ-undekalakton          | dojrzałe owoce, kokos | 10-4,5       |
| skatol                  | ekskrementy           | 10-5,0       |

### Pobieranie próbek
Próbki powietrza atmosferycznego są pobierane bezpośrednio do worków PET, z użyciem kieszonkowych pompek teflonowych, lub do ewakuowanych cylindrów szklanych (bezpośrednio lub pośrednio – do worków umieszczonych w cylindrach). Próbki gazów odlotowych, zawierających duże ilości odorantów oraz gorących, wilgotnych i zapylonych, pobiera się do worków z wykorzystaniem „zasady płuca”. W razie potrzeby stosowane są skraplacze kondensatów (zapobiegające osiąganiu punktu rosy w worku) i filtry z watą szklaną.

### Przygotowane próbek do testów sensorycznych
Próbki powietrza prezentowanego oceniającym są przygotowywane w workach jednorazowego użytku o pojemności 3 dm³. Wszystkie worki są napełniane powietrzem oczyszczonym w filtrze z węglem aktywnym.
W pierwszym etapie pomiaru operator wącha badaną próbkę i wstępnie ocenia, jaką ilość trzeba wprowadzić do 3 dm³ czystego powietrza, aby jego zapach był wyczuwalny dla wszystkich oceniających. W przypadku próbek środowiskowych, o słabym zapachu, wprowadzenie wystarczająco dużej porcji do worka trzeba poprzedzić usunięciem z niego takiej samej ilości czystego powietrza. Ilości próbki, dozowane w kolejnych etapach analizy sensorycznej, są coraz mniejsze – uzależniane od wyniku oceny próbki poprzedzającej.

### Wykonanie testów trójkątowych
W badaniu próbki uczestniczy sześć osób o sprawdzonym węchu. W każdym etapie analizy każdy z oceniających otrzymuje trzy ponumerowane worki – dwa z czystym powietrzem i jeden – z powietrzem, do którego dodano porcję próbki. Po ich powąchaniu przekazuje operatorowi kartę oceny z numerem próbki zanieczyszczonej i zaznaczonym określeniem intensywności odczuwanego zapachu.
W kolejnych etapach analizy wskazanie poprawne staje się coraz trudniejsze. Pomiar kończy się, gdy udział poprawnych wskazań jest równy około 33% (losowe trafienia poprawne)

### Opracowanie wyników
W czasie opracowywania wyników pomiaru indywidualnego jest brana pod uwagę wartość największego stopnia rozcieńczenia próbki wyjściowej, przy którym oceniający udzielał odpowiedzi poprawnych, i najmniejszego stopnia rozcieńczenia, przy którym popełniał błędy. Wynikiem jest średnia geometryczna z tych wartości.
Ze zbioru sześciu wyników indywidualnych jest odrzucana wartość największa i najmniejsza, a z pozostałych oblicza się ponownie średnią geometryczną (średnia arytmetyczna z wartości zlogarytmowanych). Wyznaczona wartość stężenia zapachowego jest wyrażana jako „indeks zapachowy” (Odor Index):
Indeks zapachowy = 10 · log (stężenie zapachowe)

Zasada opracowania wyników

Przykład drugiej metody obliczeń zespołowego wyniku oznaczenia stężenia zapachowego i indeksu zapachowego zawiera tabela.
| Oceniający  | cykl 1 | cykl 2   | cykl 3 | Oceniający  | cykl 1 | cykl 2   | cykl 3 |
| 1           | +      | +        | -      | 1           | +      | -        | -      |
| 2           | +      | +        | +      | 2           | +      | -        | -      |
| 3           | +      | -        | +      | 3           | -      | -        | +      |
| 4           | -      | +        | +      | 4           | -      | +        | -      |
| 5           | +      | -        | +      | 5           | +      | -        | +      |
| 6           | +      | +        | +      | 6           | -      | -        | -      |
| Z = 10      | razem  | poprawne | udział | Z = 100     | razem  | poprawne | udział |
| Odpowiedzi: | 18     | 14       | 0,78   | Odpowiedzi: | 18     | 6        | 0,33   |

Przyjmując, w oparciu o prawo Webera–Fechnera, że udział poprawnych wskazań jest liniową funkcją logarytmu ze stopnia rozcieńczenia, dokonuje się interpolacji, obliczając jaka wartość logarytmu rozcieńczenia odpowiada udziałowi równemu 0,58. Jest on wyższy od wynikającego z definicji progu wyczuwalności (0,50), ponieważ uwzględniono prawdopodobieństwo losowych wskazań poprawnych (gdy próbka nie jest odróżnialna od powietrza, udział odpowiedzi poprawnych jest równy około 33%).
Użycie przykładowych danych prowadzi do wartości:
- indeksu zapachowego:  14,4
- odpowiadającej mu wartości stężenia zapachowego: 1014,4/10 = 27,5 ou/m³.

## Porównanie wyników uzyskiwanych metodą japońską i europejską
W wieloletnim okresie wdrażania japońskiej i europejskiej procedury pomiarów olfaktometrycznych  wielokrotnie porównywano wyniki uzyskiwane w czasie:
- selekcji kandydatów do zespołów[7]
- pomiarów stężenia zapachowego i oznaczania progów węchowej wyczuwalności[13][14]

W tabelach zamieszczono przykłady, świadczące, że:
- japońska metoda selekcji kandydatów do zespołów olfaktometrycznych jest dużo mniej rygorystyczna od metody europejskiej
- mimo że w japońskich testach trójkątowych biorą udział oceniający o bardziej zróżnicowanej wrażliwości węchu, wyniki wykonywanych oboma metodami pomiarów są zbliżone

| Metoda kontroli sprawności sensorycznej | Metoda kontroli sprawności sensorycznej | 1 | 2 | 3 | 4 | 5 | 6 | 7 | 8 | 9 | 10 | 11 | 12 | 13 | 14 | 15 | 16 | 17 | 18 | 19 | 20 |
| Test japoński                           | Test japoński                           |   |   |   |   |   |   |   | – |   |    |    |    |    |    |    |    |    |    |    | -  |
| Test europejski                         | kryterium średniej                      | – | – | – |   | – |   |   | – |   | –  | –  | –  |    |    |    |    |    | –  |    |    |
| Test europejski                         | kryterium SD                            |   |   | – |   |   |   |   |   | – |    |    |    |    | –  |    | –  |    |    |    | –  |

| Związek     | Wynik uzyskany metodą europejską (NL) | Wynik uzyskany metodą japońską (JAP) | Stosunek JAP/NL |
| n butanol   | 0,04 ppm                              | 0,08 ppm                             | 0,95            |
| siarkowodór | 0,0005 ppm                            | 0,000495 ppm                         | 0,99            |
| styren      | 0,025 ppm                             | 0,033 ppm                            | 1,20            |
| toluen      | 1,6 ppm                               | 0,9 ppm                              | 0,58            |

## Zastosowania Triangle Odor Bag Method
| Typ zakładu przemysłowego  | Stężenie zapachowe | Odor index |
| Wytwórnie mączki rybnej    | 31000              | 45         |
| Drukarnia (off–set)        | 9700 – 41000       | 40 – 46    |
| Wytwórnia czekolady        | 41000              | 46,00      |
| Spalanie szlamu            | 970 – 3100         | 30 – 35    |
| Spalanie gazu miejskiego   | 97 – 310           | 20 – 25    |
| Spalanie oleju C           | 4100               | 36         |
| Spalanie drewna odpadowego | 1300               | 31         |

Japońska metoda statycznych testów trójkątowych jest stosowane w czasie :
- wyznaczania progów węchowej wyczuwalności czystych związków chemicznych oraz badań psychofizycznych[15]
- monitorowania jakości powietrza atmosferycznego (sprawdzanie zgodności z obowiązującymi w Japonii standardami zapachowej jakości powietrza[4]
- określanie wielkości emisji zapachowej[1][4]

Pomiary wykonują operatorzy, którzy uzyskują państwowy certyfikat, zgodnie z zasadami określonymi w roku 1992. Do roku 2002 taki certyfikat uzyskało 2081 osób, wśród których największą grupę stanowią pracownicy prywatnych laboratoriów pomiarowo–analitycznych (44,3%). Ministerstwo Środowiska Japonii ocenia, że w roku 2002 zakupiono 0,8 miliona odor-bags.